# Glass Casket
Glass Casket ist eine US-amerikanische Metalcore-Band aus Winston-Salem, North Carolina.

## Geschichte
Glass Casket formierten sich im Sommer 2001, nachdem mehrere Mitglieder der Band Narayan entlassen wurden. Komplettiert wurden sie, als nach einigen Monaten der Bassist Sid Menon zur Band stieß. Eine erste Demoaufnahme wurde bereits im Jahr darauf noch unter dem Namen Gadrel mit dem Titel To Cherish a Falsity veröffentlicht. Diese Demo weckte die Aufmerksamkeit des Musiklabels Abacus Recordings und ein Plattenvertrag wurde unterzeichnet.
Das Debütalbum We Are Gathered Here Today wurde schließlich von Jamie King (Between the Buried and Me, Beloved) produziert und im Februar 2004 veröffentlicht. 2006 erschien eine Wiederveröffentlichung des Albums.
Im Juni 2006 wurde das zweite Studioalbum Desperate Man’s Diary veröffentlicht.
Gitarrist Dustie Waring und Schlagzeuger Blake Richardson sind aktive Bandmitglieder von Between The Buried And Me.

## Stil
Eine Kategorisierung des Musikstils von Glass Casket stellt sich als schwierig heraus. Ihre Musik verbindet die Stile Metalcore, Mathcore und Deathcore und weist außerdem Parallelen zu der Band Between the Buried and Me auf.
Gesanglich wird genretypisch gutturaler Gesang eingesetzt. Nur selten verwendet Adam Cody seine Stimme klar.

## Diskografie
- 2002: To Cherish a Falsity (Demo)
- 2004: We Are Gathered Here Today (Wiederveröffentlichung 2006)
- 2006: Desperate Man’s Diary